# Phyllodoce macropapillosa
Phyllodoce macropapillosa är en ringmaskart som beskrevs av Saint-Joseph 1895. Phyllodoce macropapillosa ingår i släktet Phyllodoce och familjen Phyllodocidae. Inga underarter finns listade i Catalogue of Life.